# Renato Ziaco
Renato Ziaco (Roma, 20 febbraio 1927 – Roma, 25 giugno 1985) è stato un medico, sportivo e scrittore italiano.

## Biografia
È stato il medico sportivo della Lazio dal 1961 al 1985.
All'età di 23 anni si laureò in Medicina e Chirurgia, specializzandosi in Ortopedia.

## Carriera
In occasione delle Olimpiadi di Roma 1960 fece parte dell'equipe medica dei giochi dove tra gli altri conobbe anche il futuro medico della Nazionale azzurra Fino Fini. 
Nel 1961 fu chiamato dalla Lazio con l'incarico di medico sociale in sostituzione del prof. Domenico Bolognese.
Ha lavorato al fianco di numerosi allenatori come: Umberto Mannocci, Juan Carlos Lorenzo, Tommaso Maestrelli, con cui stringerà una forte amicizia e lo assisterà fino alla prematura morte, Giulio Corsini, Luís Vinício e Roberto Lovati.
Al termine della stagione 1979-80 gli fu revocato l'incarico nella Lazio, ma continuò a lavorare nel campo ortopedico, fino a ritornare in biancoceleste nel 1983.
Durante la sua carriera professionale, ha curato numerosi atleti di ogni disciplina sportiva, nonché molti calciatori non solo del club laziale. Nella stagione 1973-74 la Lazio di Maestrelli si laureò Campione d'Italia anche grazie al contributo di Ziaco per far tornare in campo un elemento fondamentale della squadra come Luciano Re Cecconi, reduce da un doppio grave infortunio alla caviglia, in poco meno di 2 mesi. E fu lui ad avere l'arduo compito di riconoscere il corpo senza vita del centrocampista lombardo appena ucciso da un colpo di pistola sparato da un gioielliere.
Nel corso della sua carriera ha curato da importanti infortuni giocatori come Giorgio Chinaglia nel 1972, Vincenzo D'Amico nel 1972 e nel 1978 e Bruno Giordano nel 1984.

## Morte
Il 7 gennaio 1985, dopo l'incontro fra Lazio e Milan, posticipato a causa di una forte nevicata che aveva colpito Roma il giorno prima, cadde sulla pista dello Stadio Olimpico scivolando su una lastra di ghiaccio e neve. Fu ricoverato in ospedale ed oltre ad una frattura alle costole gli fu riscontrata una malattia incurabile che lo portò alla morte 6 mesi dopo..